# Adolf Tidemand
Adolf Tidemand (14. avgust 1814 – 8. avgust 1876) bio je slikar norveškog romantičarskog nacionalizma. Njegove najpoznatije slike su Haugianerne (1852) i Brudeferd i Hardanger (1848), koje je naslikao zajedno sa Hans Gude.

## Biografija
Adolf Tidemand je rođen u Mandalu, Norveška, kao sin carinske inspektorke i predstavnika parlamenta Kristin Tidemand (1779-1838) i Johana Henriet Henrik Hasta (1779-1859). U svom rodnom gradu je imao privatne časove iz umetnosti i njegov talenat je ubrzo prepoznat. Upisao je umetničku školu u Kristijaniji, da bi od 1832-37. boravio u Kopenhagen. Najpre ga je po dolasku u Kopenhagen odbila Danska kraljevska akademija lepih umetnosti te je studirao u privatnoj školi umetnosti, ali je već 1833. upisao Akademiju i izlagao već 1835. i 1836. godine. Tamo je studirao pet godina, da bi zatim krenuo u Italiju na dalje studije. Na tom putu mu se Dizeldrof, Nemačka jako dopao, te odlučuje da se tu skrasi.
Od 1837-41. je studirao na Akademiji umetnosti u Dizeldorfu, koja je u to vreme bila svetski poznata i priznata. Veliki uticaj na njega je imao njegov profesor Teodor Hildebrant. Tu je 1838. godine i nastalo njegovo poznato delo “Hjemvendte fiskere ved den sjællandske kyst”. Slika “Gustav Vasa taler til dalalmuen i Mora kirke” (1841) je prodata nemačkom muzeju, da bi kasnije bila vraćena u Kristijaniju. Radio je u Školi slikanja u Dizeldorfu.
Na jesen 1841. godine studio u Italiji sa svojim bra tom Emilom. Sačuvano je nekoliko njegovih dela iz ovog perioda, osim slike “Napolitansk fisker” (1842). Tidemanda je jako zanimala norveška istorija, naročito po povratku u Norvešku. Za vreme putovanja u Hardanger 1843. godine, upoznaje 18-godišnjeg Hans Gude. To je rezultiralo bliskim prijateljstvom ali i saradnjom na nekoliko pejsaža kod kojih je Tidemand slikao figure.
U periodu između 1842-45. godine često putuje u Norvešku (Østerdalen, Gudbrandsdalen, Sogn, Hardanger i Telemark). Dosta njegovih dela iz ovog perioda je sačuvano, uključujući “Eventyrfortellersken” (1844), “Søndagskveld i en hardangersk røkstue” (1843), i “Gudstjeneste i en norsk landsens kirke” (1845). Tokom svojih kasnijih putovanja na jug Norveške, od kojih je poslednje bilo 1875, Tidemand je proučavao narodne nošnje, kao i alatke kako bi se upoznao sa oralnim tradicijama, narodnim pričama i legendama. Njegova verzija rustičnosti se pokazala izuzetno popularna da bi mu 1848. godine Oskar I, kralj Švedske i Norveške, naručio da naslika serijal života norveškog seljaka za kraljevsku palatu Oscarshall, nedaleko od Kristijanije.
Danas je Adolf Tidemand najpoznatiji upravo po takvom predstavljanju norveške farme i kulture i smatra se jednim od pionira norveškog istorijskog slikarstva. Tidemand je na slikama stare, norveške kulture farme prikazao seljaka sa novim dostojanstvom, humanošću i kulturom. Nacionalni muzej za umetnost, arhitekturu i dizajn ("Nasjonalgalleriet") u Oslo poseduje više od 100 njegovih radova.

## Privatni život
Godine 1845. je oženio svoju ljubav iz mladosti, Claudine Marie Bergitte Jager (1817–1887). Preselili su se u Dizeldorf 1845. Njihovo jedino dete, sin Adolf, umro je 1874. sa 28 godina.
Tidemand je dobitnik brojnih nagrada.

## Poznata dela
- 1838- Hjemvendte fiskere ved den sjællandske kyst
- 1841 - Gustav Vasa taler til dalkarlene i Mora kirke
- 1843 - Søndagskveld i en hardangersk røkstue
- 1844 - Eventyrfortellersken
- 1845 - Søndagskveld i en røykstue i Hardanger
- 1846 - Norsk juleskikk
- 1848 - Brudeferden i Hardanger (painted together with Hans Gude)
- 1848 - Signe Halvorsdatter Valle i Sætersdalen
- 1848 - Haugianerne (painted again in 1852)
- 1849 - De ensomme gamle (Also known as Husandakt)
- 1849 - Ingeborg Andersdatter Gulsvik, Flå, som brud
- 1851 - Aften på Krøderen (painted together with Hans Gude)
- 1852 - series Bondeliv i Oscarshall
- 1852 - Haugianerne
- 1853 - Likferd på Sognefjorden (painted together with Hans Gude)
- 1854 - Den foreldreløse
- 1859 - Fiskere i havsnød (painted together with Hans Gude)
- 1865 - Bestemors brudekrone
- 1865 - Fanatikerne
- 1874 - Syneve
- 1874 - Nød

## Galerija
- Norsk juleskik (Norwegian Christmas customs. 1846)
- Fiskere i havsnød, Hans Gude and Adolph Tidemand (Fishing with a harpoon. 1851)
- Parti fra Oslo Strandgate (View from Oslo Beach Street. 1852)
- Likferd Pa Sognefjorden (Burial at Sognefjord, with Hans Gude. 1853)
- Norske Folkelivsbilleder (Norwegian folk pictures. 1854)
- The player at cards, before 1858
- Bestefaderens Erindringer (Grandfather's Memories. 1865)
- Skovinteriör (Forest interior. 1869)
- Sinclairs landing i Romsdal (Sinclair's landing. 1876 - see George Sinclair (mercenary))

## Literatura
- Askeland, Jan (1991). Adolph Tidemand og hans tid. Oslo: Aschehoug. ISBN 978-82-03-16670-9.
- Askeland, Jan (1981). Norsk Malerkunst, Hovedlinjen gjennom 200år – uten stedsangivelse. Oslo: Aschehoug. ISBN 978-82-02-04898-3.
- Dietrichson, Lorentz (1923). Adolph Tidemand, Hans Liv Og Hans Værker, Volumes 1-2. Nabu Press. ISBN 978-1-145-67978-8.
- Noss, Aagot (1981). Adolph Tidemand og folk han møtte, studiar frå reisene i norske dalføre, akvarellar, målarstykke og teikningar. Universitetsforlaget. ISBN 978-82-00-05712-3.
- Haverkamp, Frode. Adolph Tidemand 1814-1876, Hans Fredrik Gude 1825-1903. ISBN 978-82-990568-6-1. (Blaafarveværket, 1984) .